# Делорм, Жан Андре
Жан Андре Делорм (фр. Jean-André Delorme, 31 января 1829, Sainte-Agathe-en-Donzy — 27 августа 1905, Sainte-Agathe-en-Donzy) — французский скульптор.

## Биография
Родился в 1829 году в департаменте Луара, в сельской местности в семье плотника. Начал учиться ремеслу скульптора в Лионе, а в 1851 году переехал в Париж, где обучался в Высшей школе изящных искусств у Огюста Дюмона.
В 1857 году получил Римскую премию второй степени в области скульптуры.
В 1861 году впервые выставил одну из своих работ на ежегодном Парижском салоне, где сразу же был отмечен почётной медалью 2-й степени. На парижской Всемирной выставке 1889 года был награждён бронзовой медалью.
Много работал по заказам, поступавшим из города Лиона, в частности, выполнил иконостас для капеллы (придела) Святого Иосифа в лионской церкви Сан-Бонавентура, и по крайней мере два бронзовых медальона с изображениями выдающихся деятелей искусства — уроженцев Лиона для оформления внутреннего двора Музея изящных искусств Лиона.
Скончался в 1905 году на своей малой родине, но был похоронен на парижском кладбище Монпарнас.

## Галерея

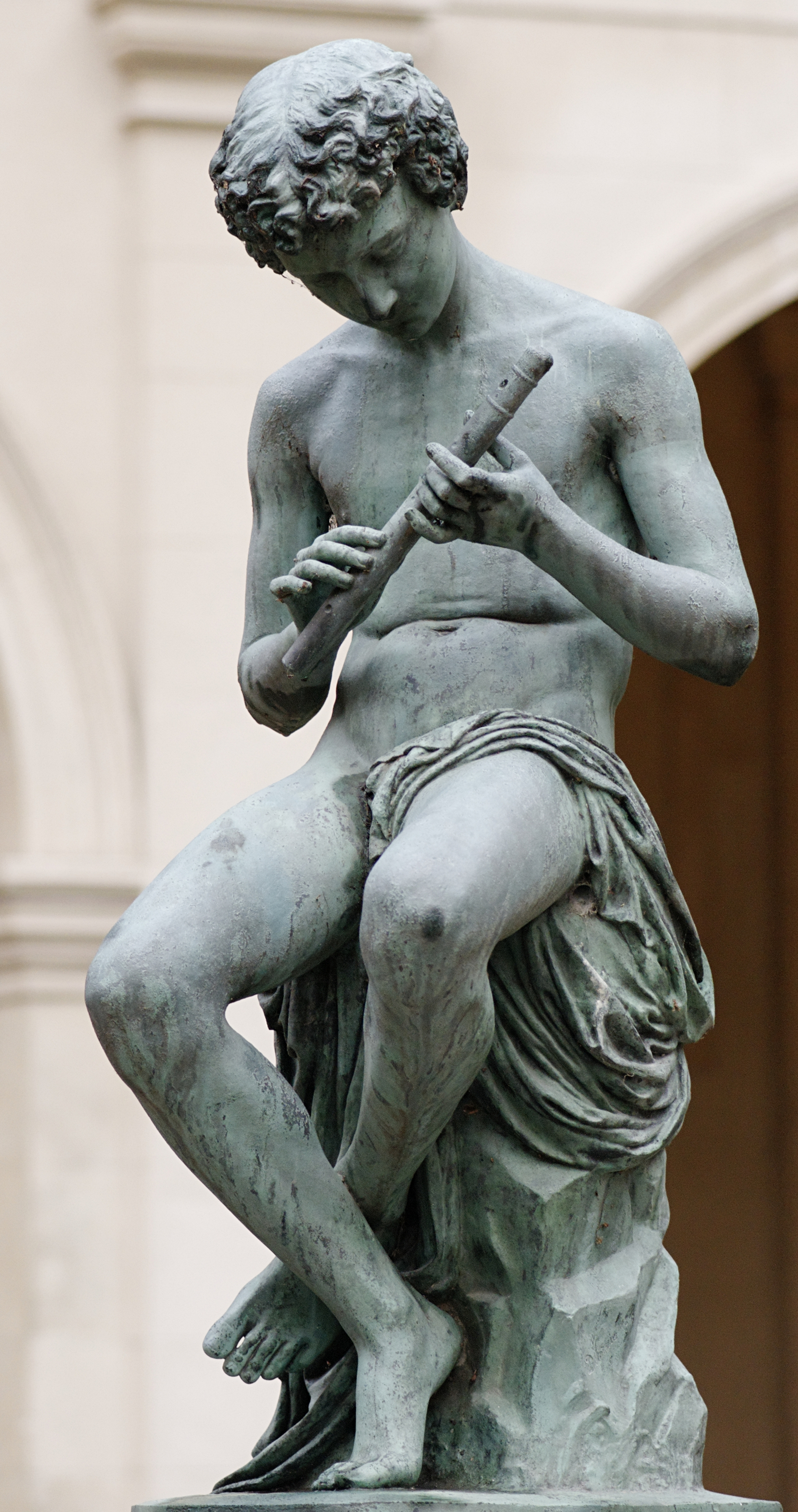
Юный флейтист. 1861, Музей изящных искусств Лиона
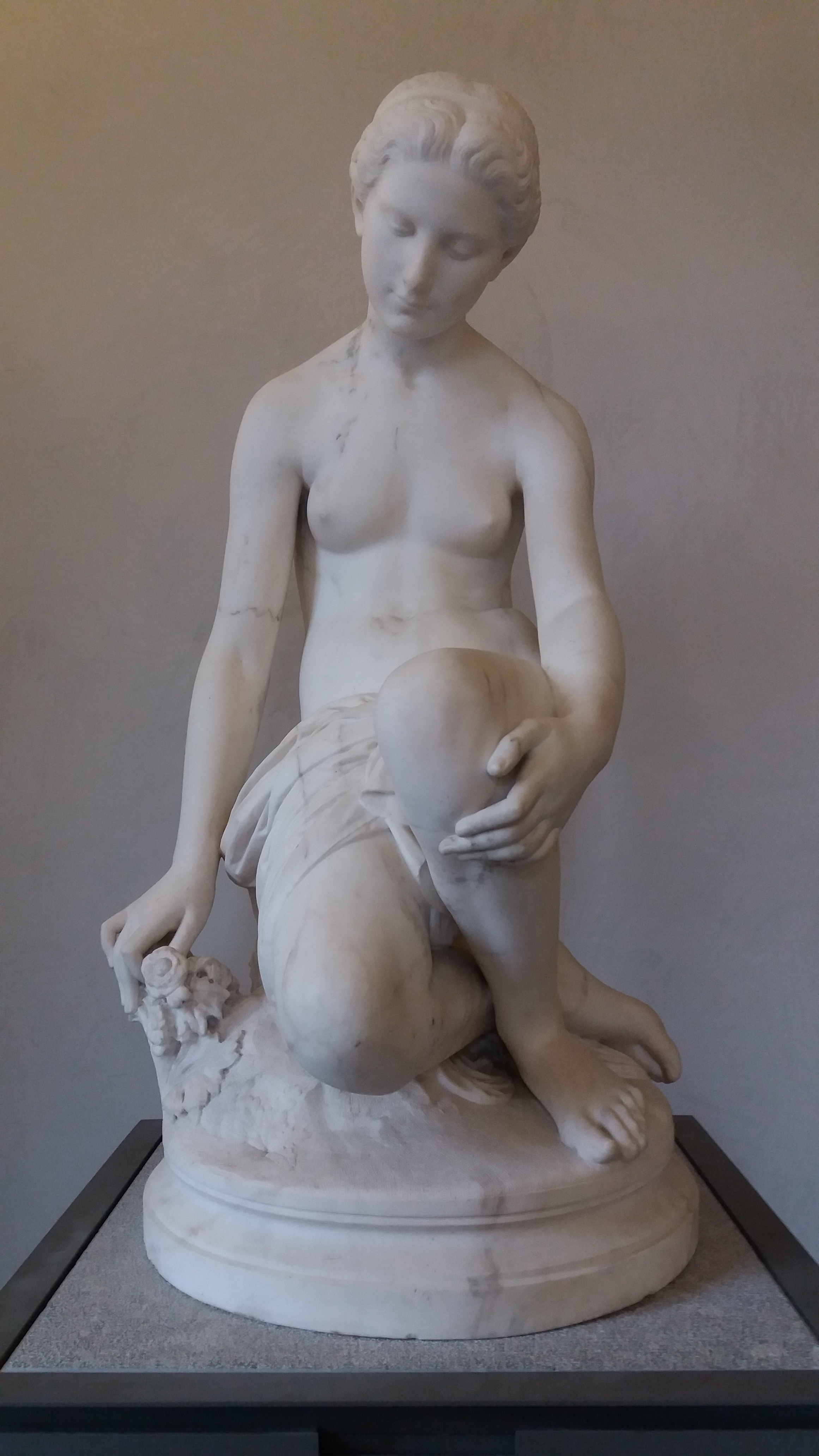
Психея, собирающая цветы. 1867, Музей изящных искусств Лиона
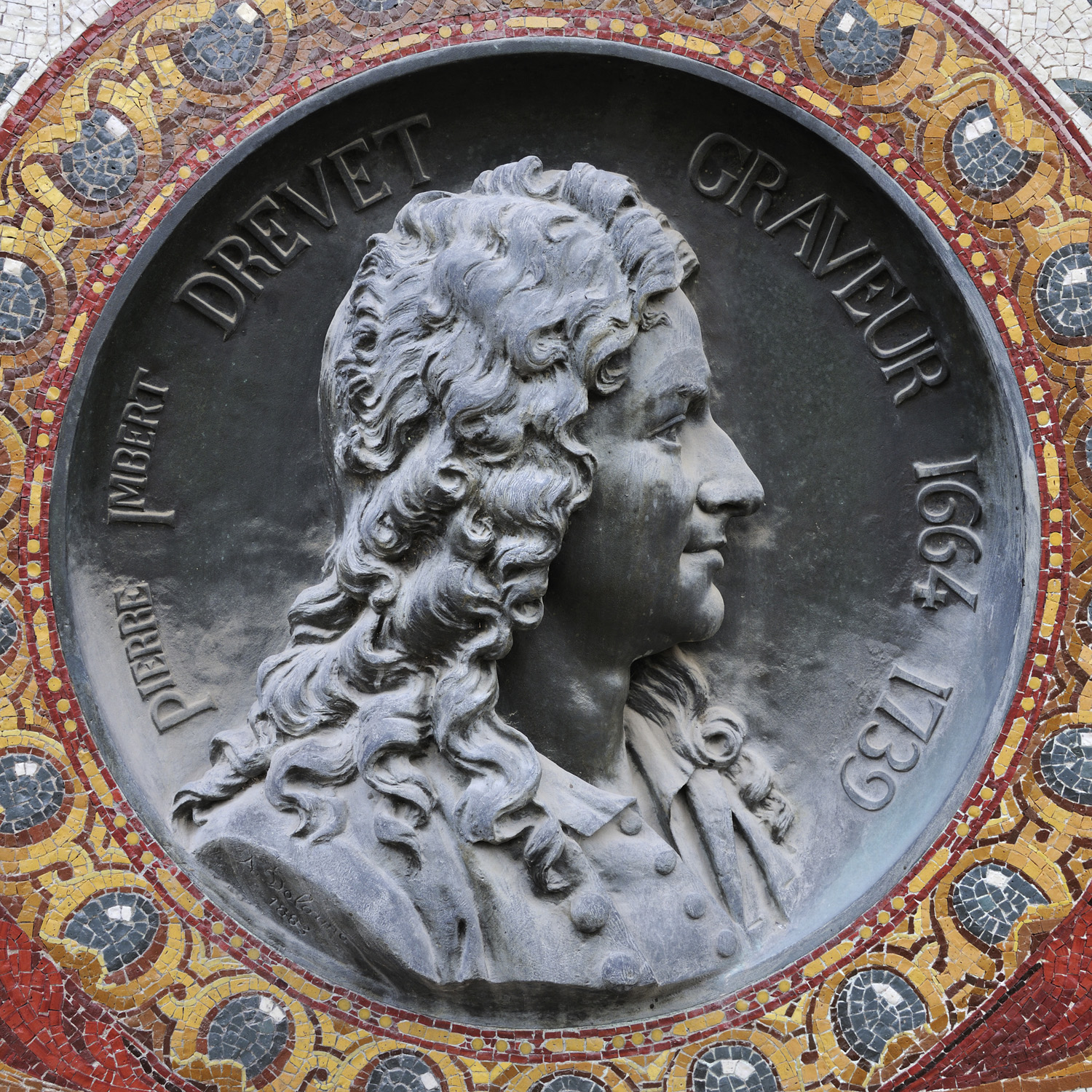
Медальон с портретом гравёра Пьера Древе. Сад Музея изящных искусств Лиона
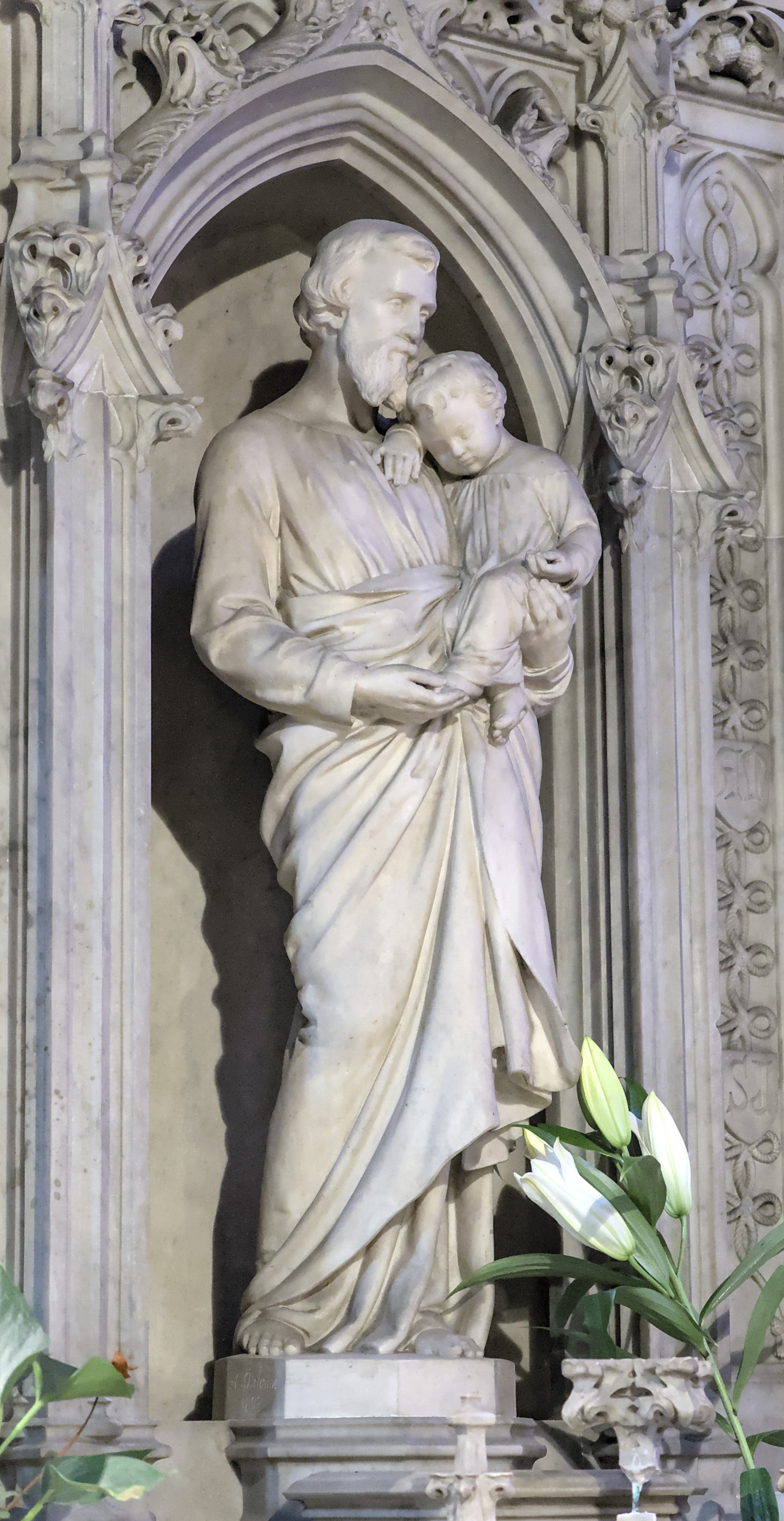
Иосиф с младенцем Иисусом. Капелла Святого Иосифа в церкви Сан-Бонавентура, Лион